# La Turbie
(Dante Alighieri, vv.49-51, Cap. III, Purgatorio, La Divina Commedia)
La Turbie (in italiano Turbia) è un comune francese di 3 022 abitanti, situato nel dipartimento delle Alpi Marittime della regione della Provenza-Alpi-Costa Azzurra.

## Geografia fisica
La Turbie si trovava al punto culminante della Via Julia Augusta, che seguiva le coste della Liguria e quelle della Costa Azzurra.
La Turbie è situata a 450 metri, giusto al di sopra di Monaco, sul promontorio della Tête de Chien, e la veduta dalla "Testa di Cane" s'estende dalla costa italiana di Bordighera fino al Massiccio dell'Esterel, ed il comune è frontaliero tra la Francia ed il Principato di Monaco.
Per la sua posizione strategica, Turbia era anticamente considerata il limite occidentale della Liguria e della regione geografica italiana in generale sia in epoca classica che medievale, e anche alle moderne tecnologie satellitari tale tesi risulta quella più estrema scientificamente sostenibile.

## Storia

### La Turbie Romana
Le Alpi furono pacificate alla fine del I secolo a.C., ed infatti l'imperatore romano Ottaviano Augusto impose l'autorità romana ai popoli alpestri e Liguri tra gli anni 25 e 13 a.C.. Il Trofeo delle Alpi de La Turbie fu innalzato nel 6 a.C., in onore d'Augusto, pacificatore delle Alpi Marittime, e delimitava la frontiera tra l'Italia e la Gallia.
La provincia delle Alpi Marittime fu creata nel 7 a.C., e fu una provincia romana militare, posta direttamente sotto la dipendenza dell'imperatore di Roma. La città romana di Cemenelum, odierna Cimella, fondata nel 13 a.C., ne divenne la capitale.
La provincia era attraversata dalla via Julia Augusta, una strada romana che collegava la Gallia cisalpina alla Gallia transalpina e svolgeva un ruolo militare e commerciale importante, passando per Vence, Cemenelum, La Turbie e Ventimiglia.

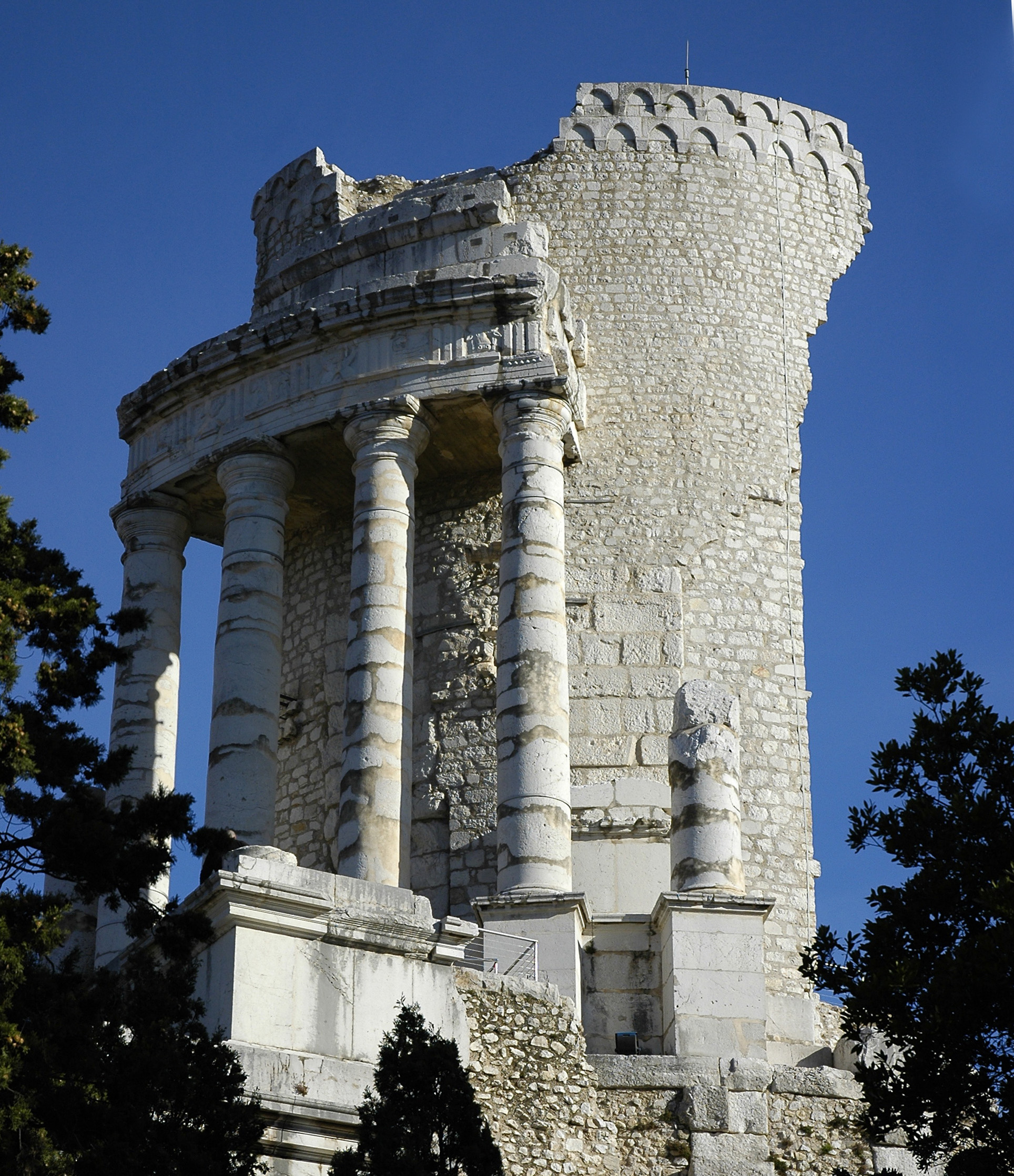
Il Trofeo delle Alpi o Trofeo d'Augusto, un particolare da vicino
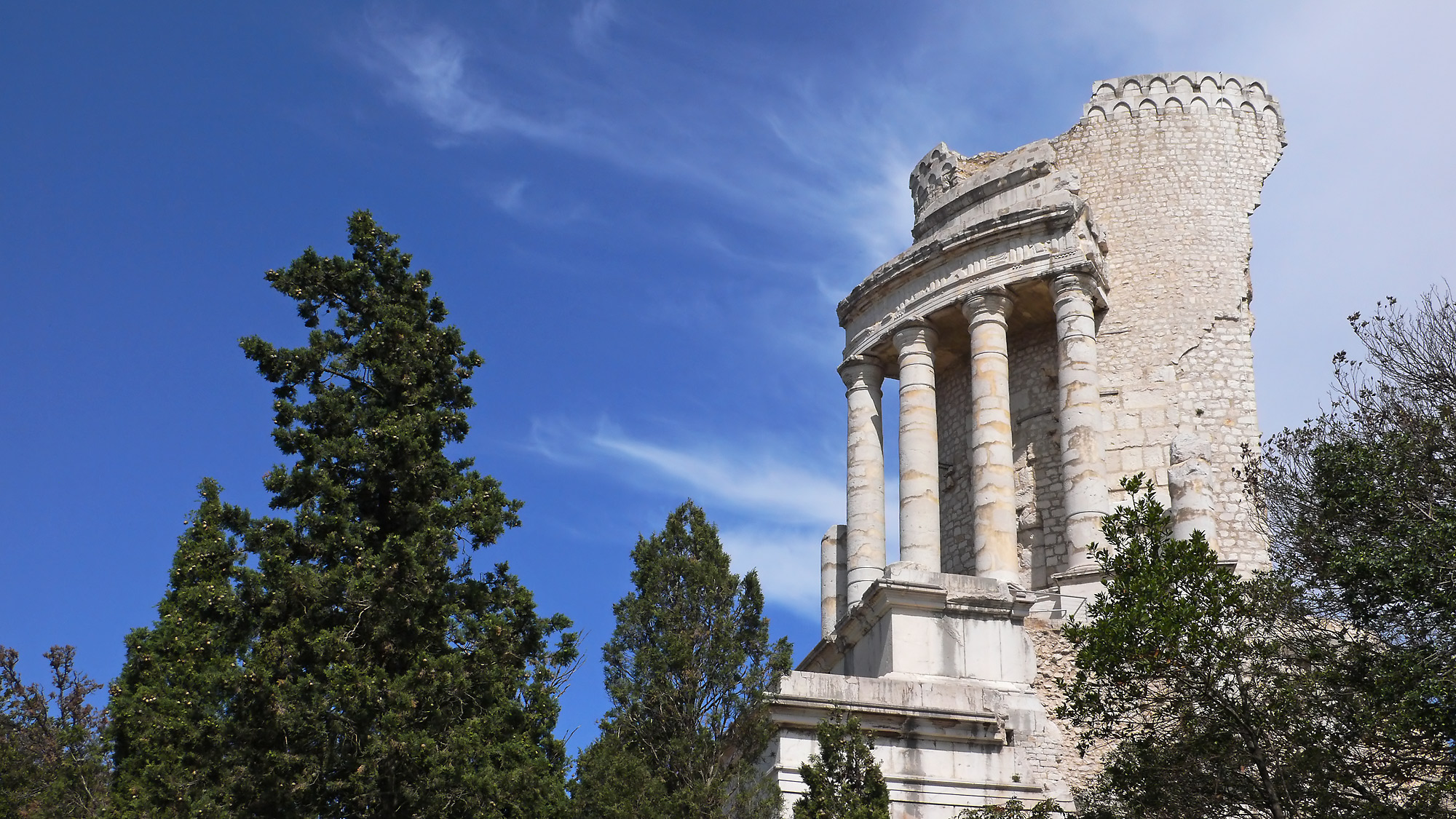
Il Trofeo d'Augusto o Trofeo delle Alpi, altra immagine da lontano

### Il Trofeo delle Alpi
A La Turbie si trova ancora il grandioso Trofeo delle Alpi, o meglio detto Trofeo d'Augusto, monumento alla gloria di Augusto che celebra la sua vittoria sui vari popoli alpini, cimelio che conserva la più lunga iscrizione latina scolpita conosciuta nella storia antica.

### Medioevo
Il territorio ha fatto da sempre parte della Liguria sotto l'Impero Romano, nel Regno longobardo e nel Regnum Italiae formatosi con Carlo Magno.
Nel 1191, l'imperatore romano germanico Enrico VI del Sacro Romano Impero ha concesso la sovranità di alcune are del quartiere de La Condamina e la Rocca, che appartenevano alla signoria de La Turbie a Genova: il futuro Principato di Monaco.
Il 10 giugno 1215, un drappello di Ghibellini guidato da Folco di Castello ha cominciato la costruzione d'una fortezza sulla roccia di Monaco, e tale data marca l'inizio della storia moderna del principato di Monaco.
Daniele Marchesani fu un famiglio di re Roberto d'Angiò, che conobbe un'ascesa rapida, poiché da semplice notaio, immigrato a Nizza alla fine del XIII secolo, divenne cosignore de La Turbie (1329-1331) poi signore di Coaraze e castellano a vita di Villafranca.
Raimondo Marchesani succedette a suo padre come castellano di Villafranca e suo fratello, Luigi, ereditò la signoria di Coaraze.
Il 14 settembre 1346, acquistò tutto quanto ciò che il paggio Bonifacio Chabaudi, signore di Roccabruna possedeva nei territori di Roccabruna, Palayson e Villepey.
Nel XII secolo, il territorio de La Turbie dipendeva dal consolato di Peglia e fu detenuto nel XIII secolo per metà da Rostagno e Feraudo d'Èze, e per l'altra metà dai Laugieri, che cedettero la loro parte nel 1329 ai Marchesani.
La signoria fu infeudata nel 1630 a Orazio Bonfiglio, generale delle finanze, e nel 1640 a Giacomino Marenco, vescovo di Nizza, poi nel 1652 alla famiglia Blancardi.
Il comune de La Turbie, che era costituito un tempo anche dagli attuali comuni di Beausoleil e di Cap-d'Ail, è stato smembrato all'inizio del XX secolo, e ora solo l'antico capoluogo, raggruppato attorno al Trofeo delle Alpi, forma l'odierno comune de La Turbie.
La Turbie ha praticamente sempre seguito la storia della Contea di Nizza, tranne che dal 1705 al 1713, quando fu per un breve periodo parte del Principato di Monaco. La Turbie è appartenuta al Regno di Sardegna sino al 1860, quando è stata ceduta alla Francia, ed il comune comprendeva allora anche i territori degli attuali comuni di Beausoleil e di Cap-d'Ail.

### Simboli
Lo stemma del comune de La Turbie è costituito da un blasone d'azzurro alle rovine del trofeo d'Augusto d'argento.

## Monumenti e luoghi d'interesse

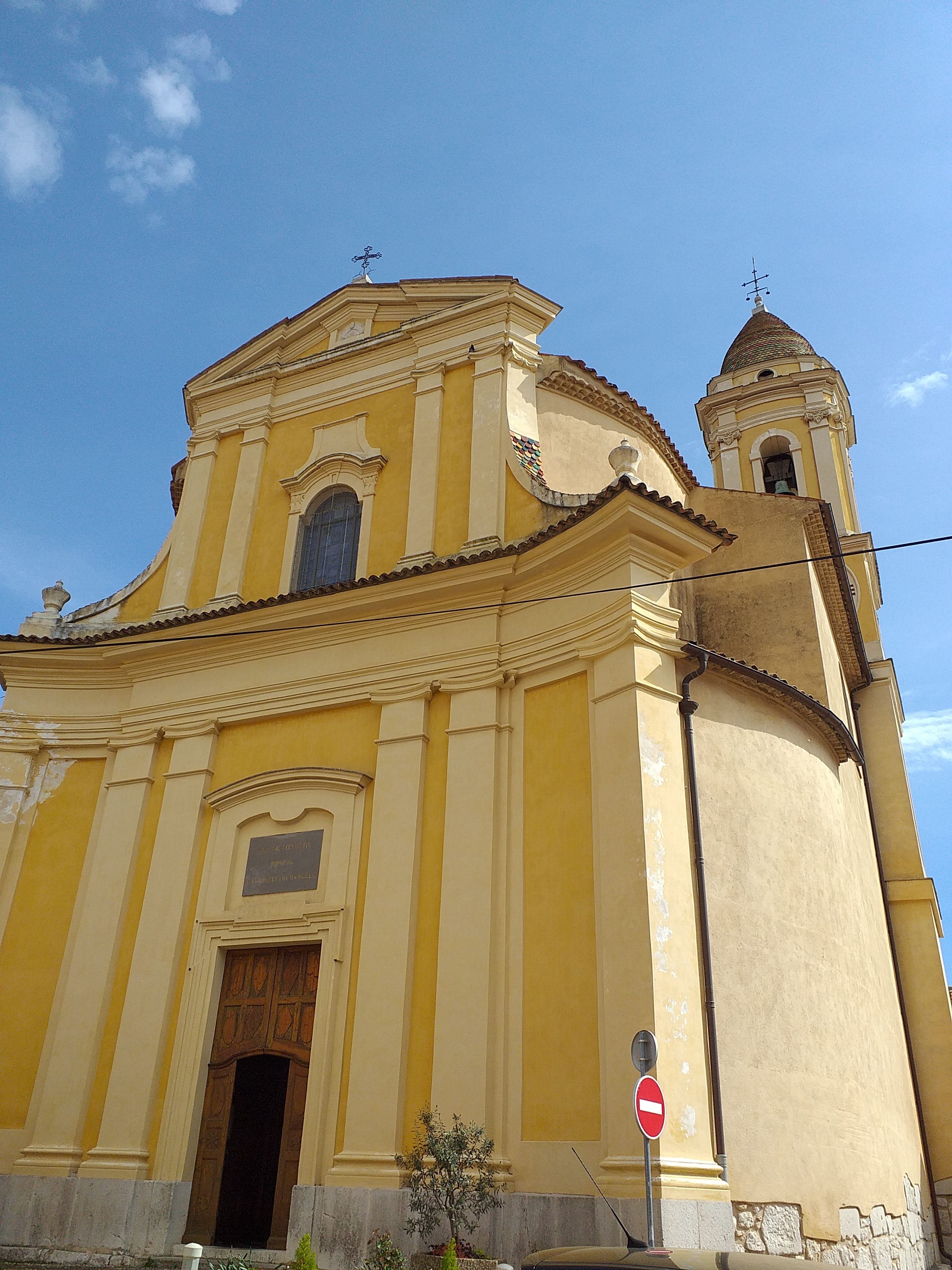
La facciata della chiesa di Saint-Michel

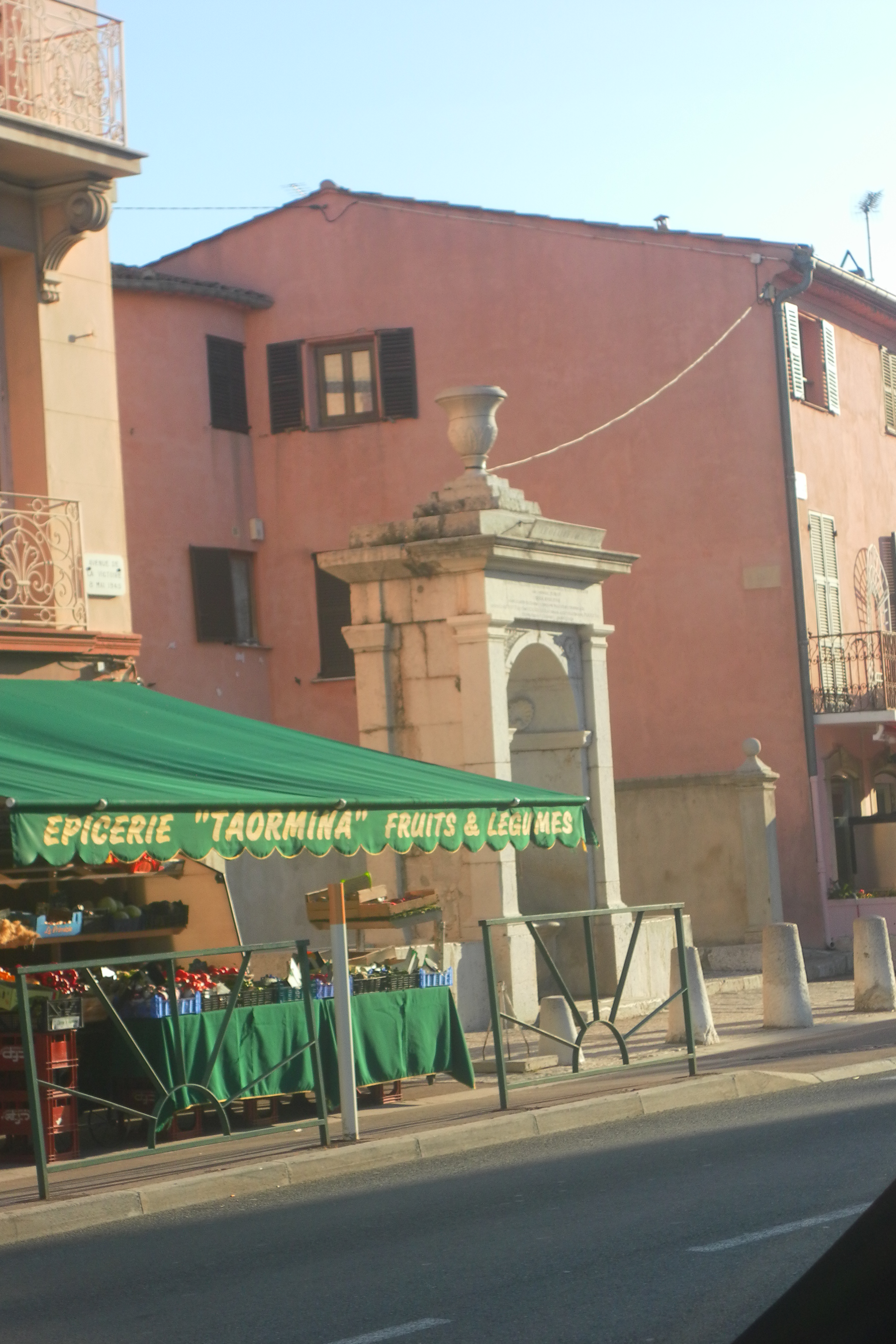
La Fontana di Carolo Felice rege

Il patrimonio architettonico, immobiliare e naturale del comune è particolarmente ricco.
- Il Trofeo delle Alpi o Trofeo d'Augusto è un monumento romano costruito nel I secolo a.C., dall'imperatore romano Ottaviano Augusto, per celebrare la sua vittoria sulle tribù liguri che abitavano le montagne della regione e che attaccavano i mercanti che imboccavano le vie romane[10][11].
- Cinta muraria del Medioevo (Resti della)[12][13].
- Cippo miliare del Primo Impero francese[14].
- Il Forte della Testa di Cane (Fort de la Tête de Chien), complesso fortificato detto "Piazza" di Nizza (place de Nice)[15].
- La Chiesa di San Michele (église Saint-Michel) è costruita in uno stile barocco nel 1764[16]. All'interno, essa accoglie numerose opere pittoriche di qualità come una Vergine della scuola di Brea del XV secolo.
La navata e le cappelle, con volte a botte su alti pilastri, sono coperte da affreschi e da stucchi. Mensa eucaristica (Tavola della comunione dei Santi) del XVII secolo in onice e agata, altare maggiore in marmo policromo proveniente dall'abbazia di "Saint-Pons" a Nizza, dove servì, sotto la Rivoluzione francese, al culto della Ragione[16].
- La cava romana al monte di Giustizia (mont de Justice) è la sola miniera d'epoca romana per l'estrazione di minerali, rimasta ancor oggi in buono stato di funzionamento[17].
- L'acquedotto de La Turbie (aqueduc de la Turbie) è stato restaurato sotto il regno di Carlo Felice di Savoia nel 1822 e 1823[18].
- La Fontana di Carolo Felice rege (Fontaine "Carolo Felicerege" de La Turbie), intitolata a re Carlo Felice di Sardegna e Piemonte, viene realizzata nel 1824 ed è posta davanti al municipio[19].
- Cappelle e Oratori[20][21][22]: a La Turbie numerose sono le cappelle, anche se sovente in rovina o scomparse.
Cappella di San Rocco, di Santa Caterina, di San Bernardo, dello Spirito Santo, dell'Assunzione, della Vergine Santa della Pietà, della Madonna di Trey o della Trêve, di San Giuseppe, di San Pietro, dei Cappuccini, di San Tiberio chiamata anche Cappella de La Turbie; chiesa di San Michele e Quartiere di "San Michele"; Oratori di San Bartolomeo e di Santa Maria.

## Società

### Evoluzione demografica
Abitanti censiti

## Galleria d'immagini

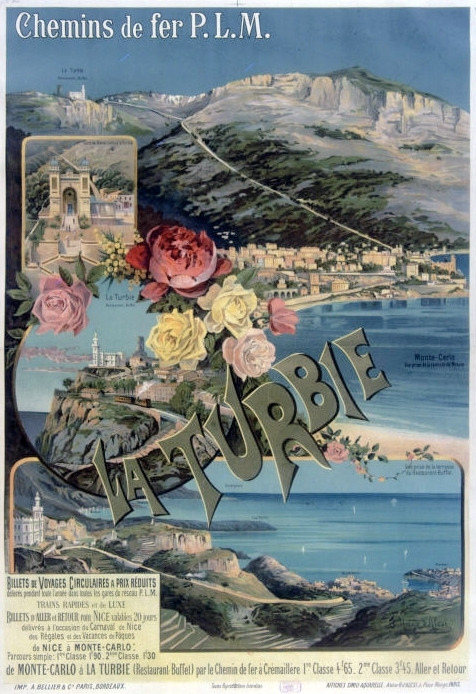
Manifesto delle ferrovie francesi, 1894, La Turbie

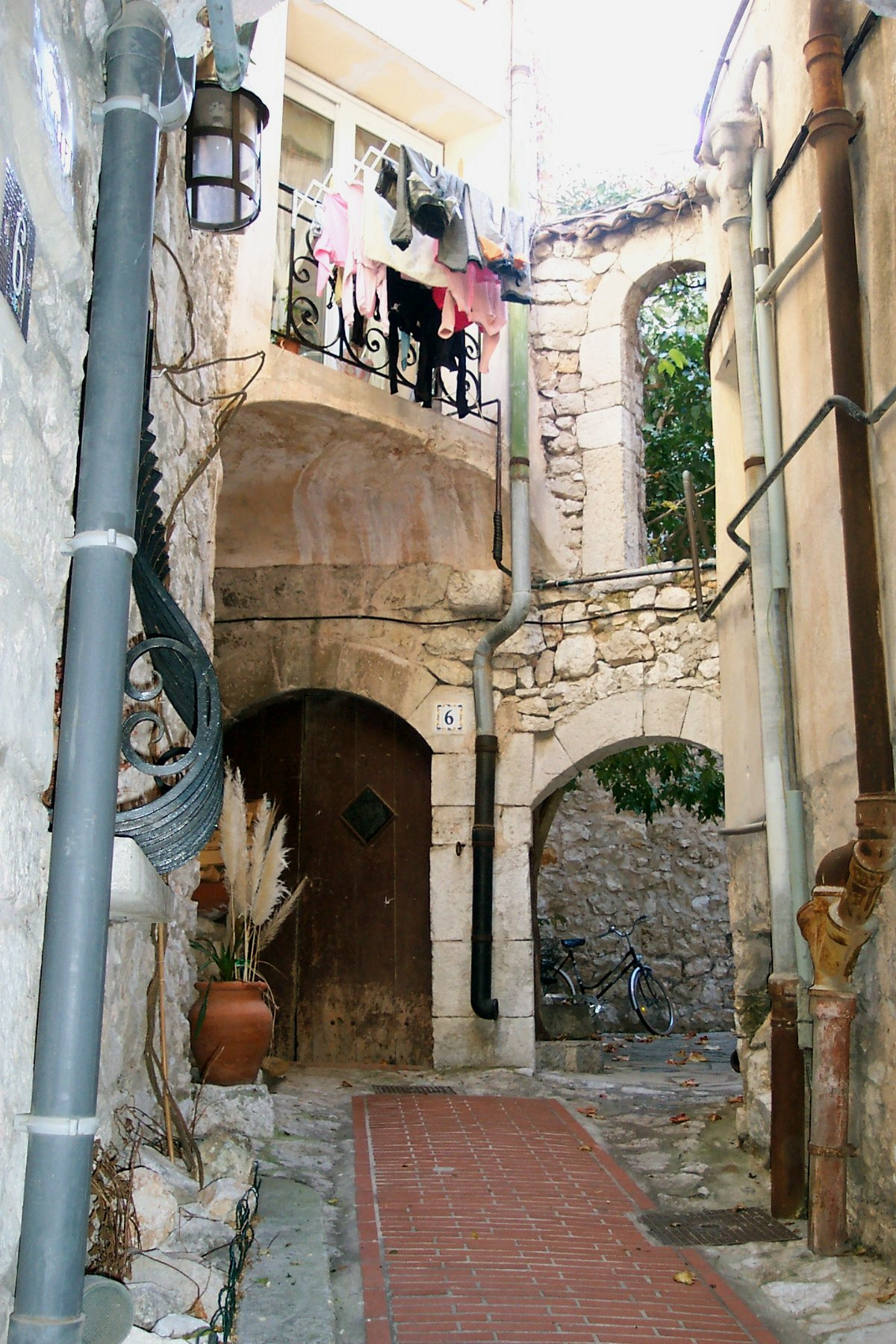
Un caruggio del paese di La Turbie'
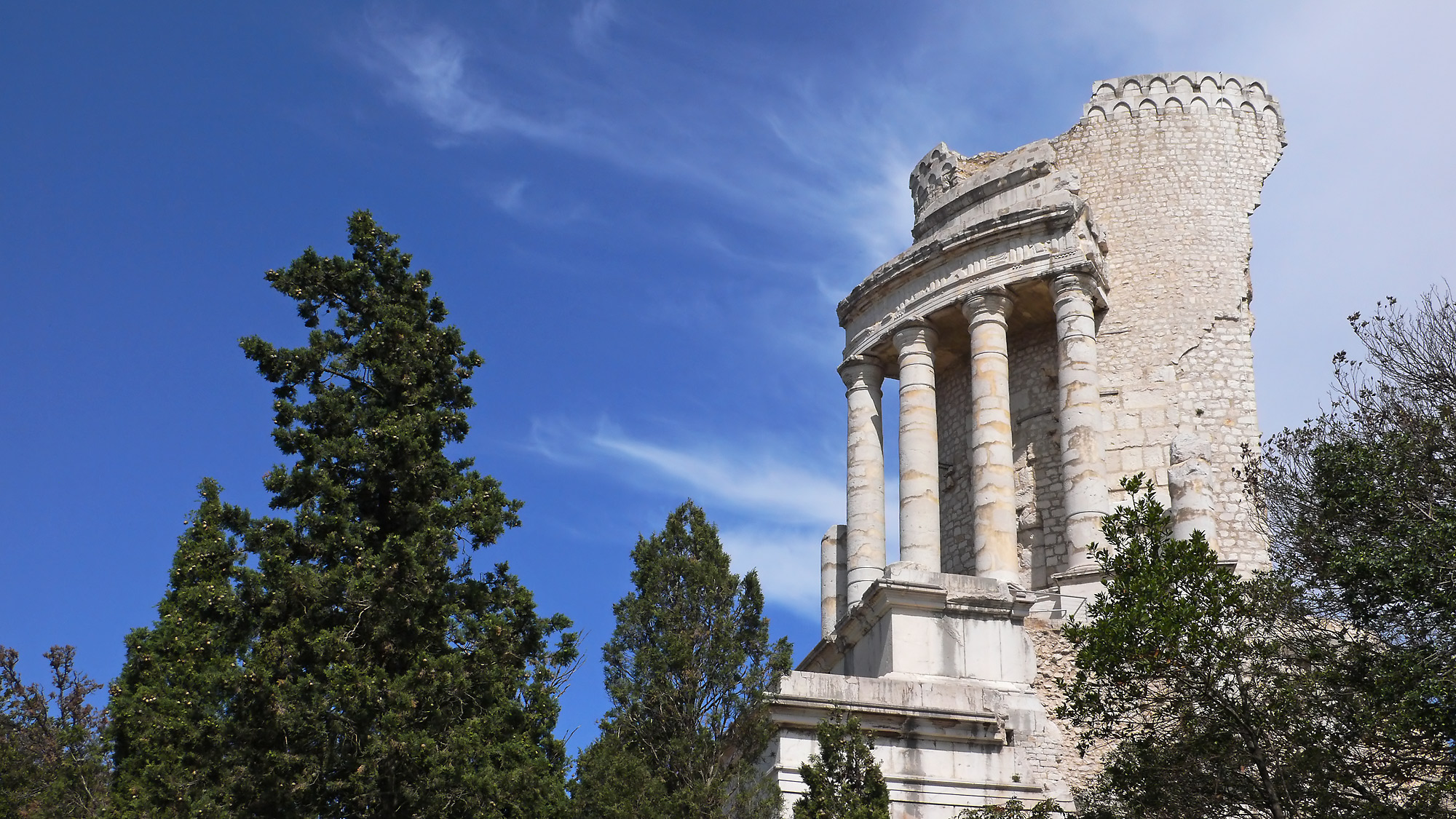
Il Trofeo delle Alpi o Trofeo di Augusto, un monumento romano
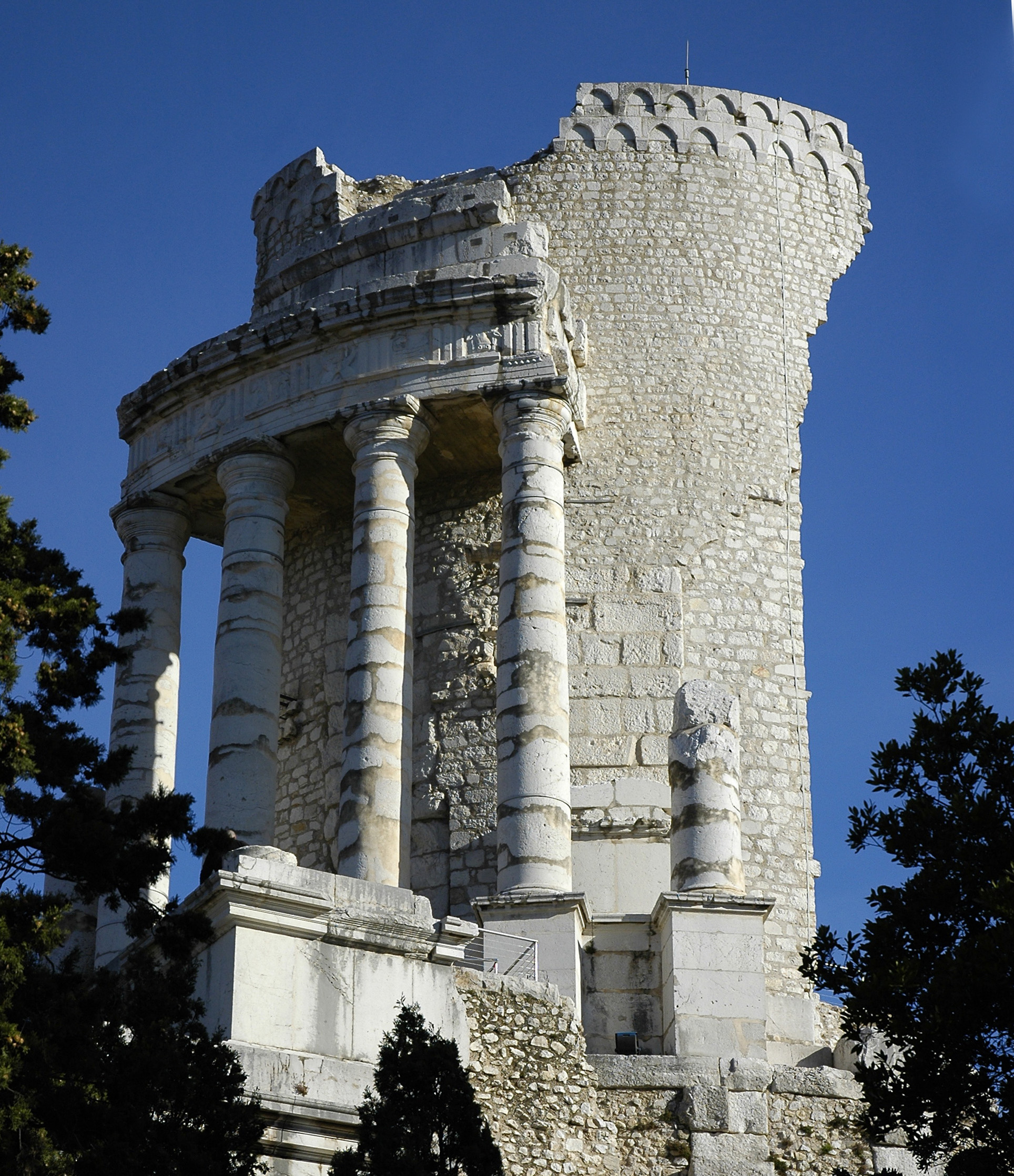
Il Trofeo delle Alpi o Trofeo d'Augusto, un particolare da vicino
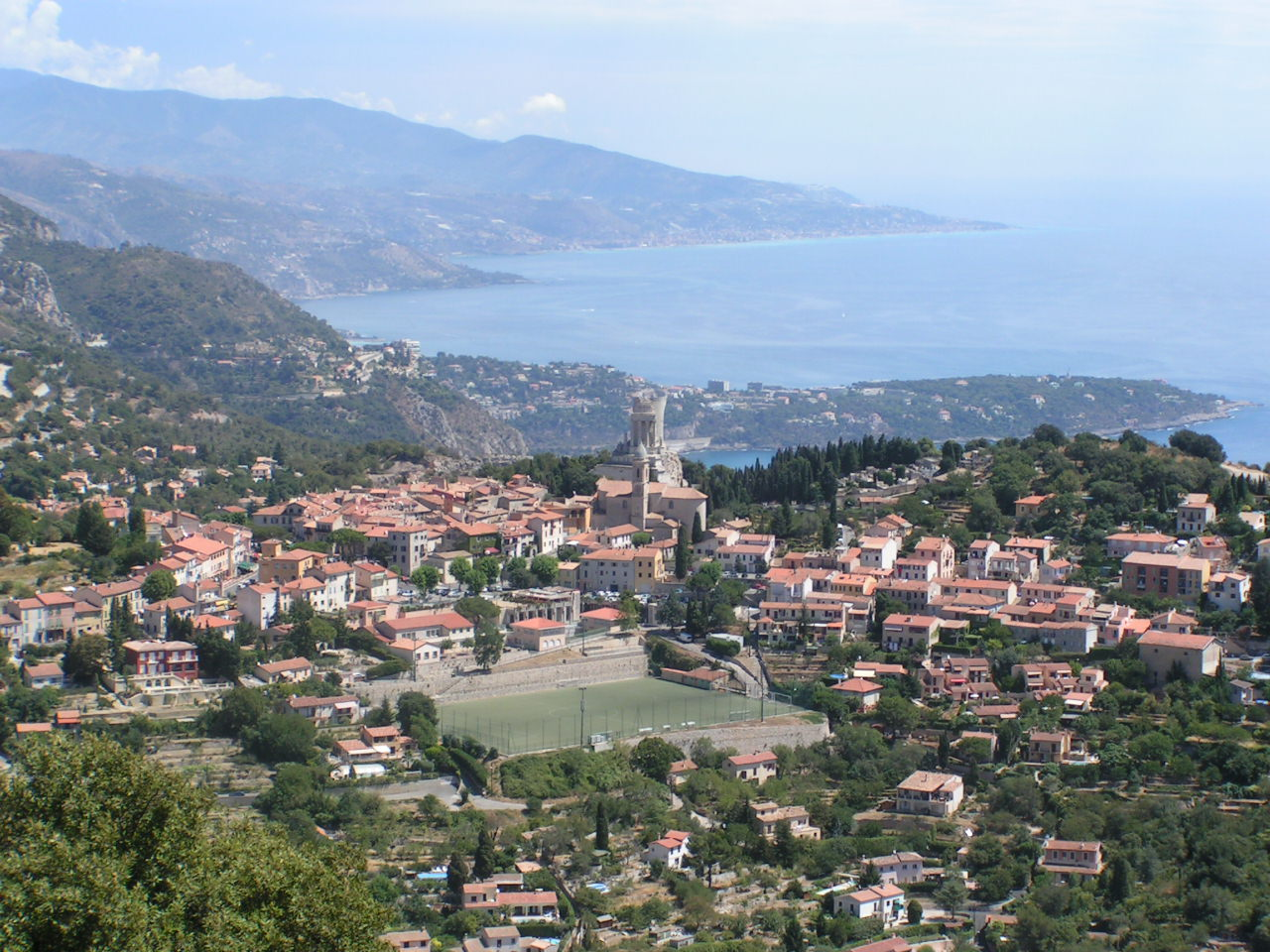
Veduta aerea de La Turbie
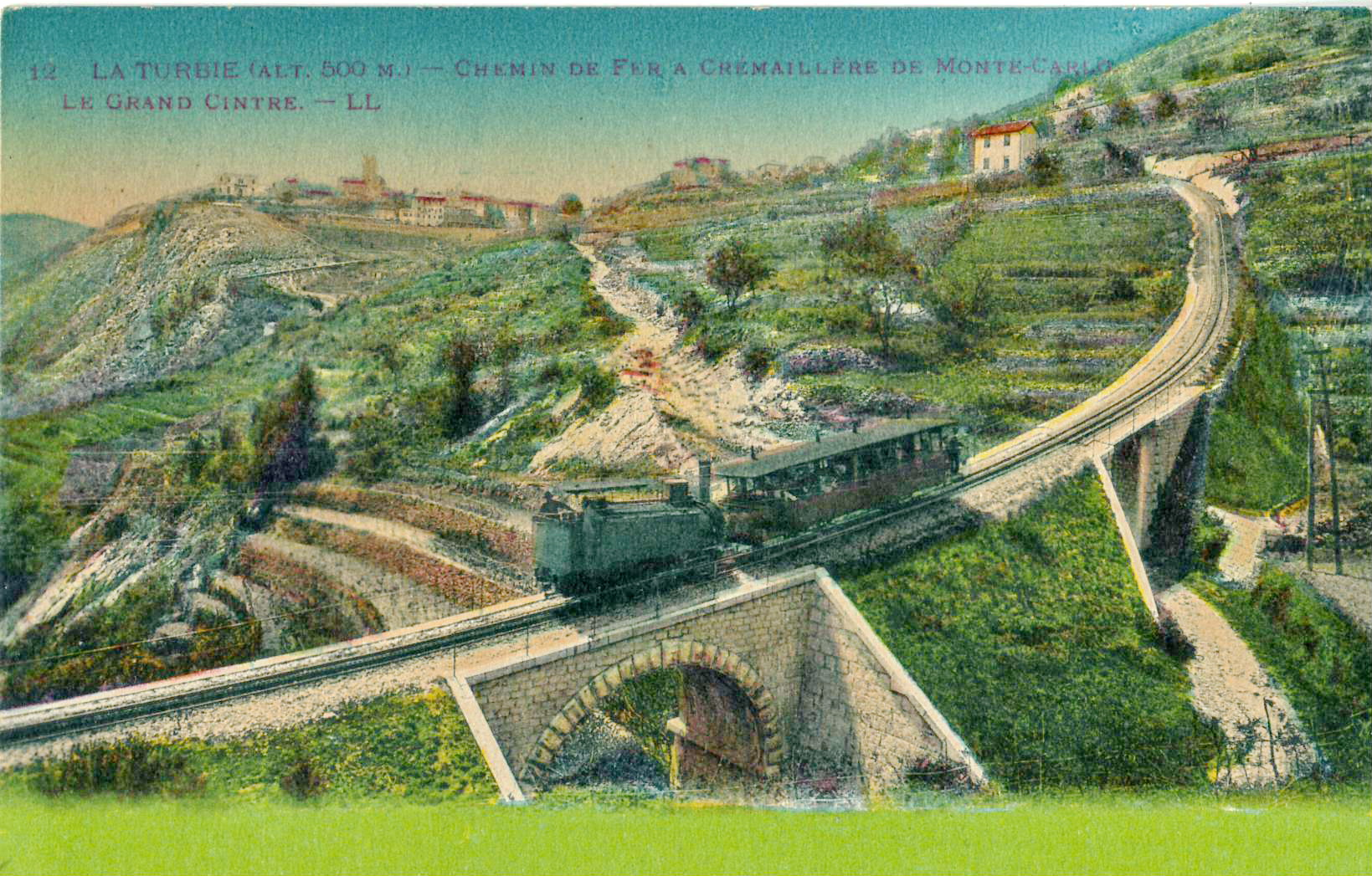
Linea ferroviaria di Monte Carlo: un trenino a cremagliera (sistema Riggenbach) collegava Beausoleil a La Turbie dal 1893 al 1932.